# Telmatherinidae
I Telmaterinidi sono piccoli pesci (da 4 a 20 cm di lunghezza, secondo le specie) d'acqua dolce, ovipari, distribuiti nel sud est asiatico, arcipelago indonesiano (soprattutto Sulawesi) e Nuova Guinea.
Questi pesci presentano occhi grandi, due pinne dorsali (la prima di 4-8 raggi, la seconda, più ampia, di 8-11) e coda forcuta. La livrea vede in tutte le specie un colore argenteo metallico, su cui si mescolano colori come il giallo e l'arancione. Sono conosciuti come sailfin silverfish nei paesi anglosassoni o come pesci arcobaleno di Celebes. 

Affini ai Melanotaeniidae e agli Atherinidae con cui spesso sono confusi, poiché la classificazione di questa famiglia è molto recente.
Alcune specie sono di particolare interesse acquariofilo, come Marosatherina ladigesi (già Telmatherina l.) e Telmatherina bonti spesso catturate in grandi quantità direttamente nei luoghi d'origine, seppure la loro riproduzione d'allevamento non sia particolarmente dispendiosa.

## Specie
Oggetto di grandi cambiamenti tassonomici nel corso degli anni novanta del XX secolo, i pesci che compongono da poco la famiglia dei Telmaterinidi appartengono a 17 specie:
- Kalyptatherina helodes
- Marosatherina ladigesi
- Paratherina cyanea
- Paratherina labiosa
- Paratherina striata
- Paratherina wolterecki
- Telmatherina abendanoni
- Telmatherina albolabiosus
- Telmatherina antoniae
- Telmatherina bonti
- Telmatherina celebensis
- Telmatherina obscura
- Telmatherina opudi
- Telmatherina prognatha
- Telmatherina sarasinorum
- Telmatherina wahjui
- Tominanga aurea
- Tominanga sanguicauda